# イベント学会
イベント学会（イベントがっかい）は、日本の学会。2015年現在の本部は東京都千代田区一番町（事務局は日本イベント産業振興協会の中にある）。
1998年3月に設立（初代会長木村尚三郎・東京大学名誉教授）。イベント研究の推進と、諸科学横断的な討議・交流の場つくりを目的として発足した。

## 概要
活動内容には、研究大会 や、研究会がある。
2006年には、毎年1月17日（1995年に阪神・淡路大震災が発生した日）の次の土曜日を、「耐災の日」として行政などへ普及を奨めることを提案した。
2015年のスタジアムイベント研究会 のコンセッション研究部会では、国立競技場などの「稼げるスタジアム」（案）をテーマに研究を実施した（2015年）。

## 役員
- 会長[9]
  - 中村利雄 - (公財)全国中小企業振興機関協会 会長